# Dia Internacional do Jazz
O Dia Internacional do Jazz é uma comemoração internacional que foi declarada pela Organização das Nações Unidas em 2011 como sendo "para destacar o jazz e o seu papel diplomático de unir as pessoas em todos os cantos do mundo". A data é comemorada anualmente no dia 30 de abril. A ideia veio do pianista de jazz e Embaixador da Boa Vontade da UNESCO, Herbie Hancock. A celebração é reconhecida nos calendários da UNESCO e das Nações Unidas.
Na sede das Nações Unidas, em Nova Iorque, a celebração do Dia Internacional do Jazz, no ano de 2022, contou com a presença do All-Star Global Concert, além de Herbie Hancock, Gregory Porter, Shemekia Copeland, Marcus Miller, Mark Whitfield, Hiromi, Linda Oh, David Sanborn, Randy Brecker, Ravi Coltrane, Zakir Hussain, Brian Blade e diversos outros músicos do cenário musical do jazz.

## História

### Início e reconhecimento
Em novembro de 2011, seguindo uma recomendação favorável do 187º Conselho Executivo, a Conferência Geral da UNESCO proclamou o dia 30 de abril como o Dia Internacional do Jazz, reconhecendo o jazz como "um meio para desenvolver e aumentar o intercâmbio intercultural e a compreensão entre culturas com o propósito de tolerância e compreensão mútua".
A Assembleia Geral da ONU reconheceu formalmente o Dia Internacional do Jazz em seu calendário oficial em dezembro de 2012.

### Cidade do Cabo e celebrações virtuais em 2020
Em novembro de 2018, a Cidade do Cabo, na África do Sul, foi anunciada como a cidade sede de 2020 das comemorações do Dia Internacional do Jazz, tendo sido a primeira vez em que a celebração foi organizada por uma cidade africana. As festividades foram oficialmente canceladas em março de 2020 devido à pandemia de COVID-19.
Em vez de uma celebração presencial, a edição de 2020 do Dia Internacional do Jazz aconteceu virtualmente, com aulas virtuais transmitidas no facebook, que contaram com a presença de Danilo Pérez, Igor Butman, Dee Dee Bridgewater, Oran Etkin e outros convidados. A programação também incluiu um painel de discussão com Marcus Miller e a vocalista sul-africana Sibongile Khumalo, tendo sito apresentado pelo jornalista de jazz Nate Chinen. O Concerto Global de 2020 consistiu em performances pré-gravadas e mensagens enviadas por artistas de todo o mundo, incluindo Miller, Khumalo, Bridgewater, Lang Lang, John McLaughlin, John Scofield, Cécile McLorin Salvant, A Bu e Youn Sun Nah, bem como clipes de shows anteriores do Dia Internacional do Jazz. Paralelamente, como parte das comemorações mundiais, os organizadores do Dia Internacional do Jazz convidaram músicos de todo o mundo para criarem as suas próprias performances em casa, transmitindo-as ao vivo.